# Candyman (bài hát)

Ba cô nàng Christina Aguilera trong video Candyman

"Candyman" là một bài hát của nữ ca sĩ - nhạc sĩ người Mỹ Christina Aguilera. Bài hát được sáng tác bởi Aguilera cùng với Linda Perry và được sản xuất bởi Perry. Đây là đĩa đơn thứ ba của cô được trích từ album phòng thu thứ năm mang tên Back to Basics (2006), được phát hành vào ngày 20 tháng 2 năm 2007. Bài hát nhận được các đánh giá tích cực từ phía nhà phê bình.
"Candyman" là một bài hát khá thành công của Christina Aguilera. Bài hát lọt vào tốp 10 của các quốc gia Úc, Canada, Hungary, Ý và New Zealand và đặc biệt thành công tại Úc và New Zealand, đứng vị trí quán quân tại cả hai nước. "Candyman" đạt được chứng nhận vàng của Hiệp hội Công nghiệp ghi âm Hoa Kỳ, với 1.000.000 bản kỹ thuật số được tiêu thụ.

## Nhạc lý
"Candyman" là một bản nhạc swing jazz mang phong cách thập niên của năm 1930. Theo Perry và Aguilera cho biết thì "Candyman" dựa trên giai điệu của bài hát "Boogie woogie bugle boy" của Andrews Sisters năm 1941 nhưng đã được phối khí lại và viết lời mới. Các nhà phê bình không ngừng khen ngợi sự khôn ngoan của Aguilera khi làm mới bài hát nhưng tiếc thay lời mới lại khá mang nặng tính tình dục.

## Phát hành
Theo dự tính của Aguilera thì "Candyman" sẽ được chọn là đĩa đơn thứ hai trích từ Back to Basics nhưng hãng RCA lại chọn "Hurt" với hy vọng nó sẽ thành công như "Beautiful" năm 2002. Đĩa đơn được phát hành vào ngày 5 tháng 2 năm 2007 ở Mỹ mặc dù Aguilera đã quảng bá bằng cách trình diễn bài hát tại đêm New Year's Rockin' Eve. Bài hát lọt vào Billboard Hot 100 lần đầu tiên vào ngày 20 tháng 1 trước khi phát hành dưới dạng đĩa đơn và sau 7 tuần ở trên bảng xếp hạng, "Candyman" đạt vị trí #25. Ở Anh, bài hát đạt vị trí #17 với hơn 100.000 lượt tải. Nhưng bài hát mới thật sự thành công nhất khi đều đạt vị trí #2 ở Úc và New Zealand.

## Video Clip
Video clip của Candyman được thực hiện bởi đạo diễn Matthew Rolston và Aguilera. Video được quay từ ngày 28 tháng 1 tại một sân bay ở Tây Ban Nha và lần đầu tiên phát trên show TRL vào ngày 22 tháng 2 kèm theo phần hình ảnh thực hiện phát trên kênh MTV. Video lọt vào TRL ở vị trí thứ 6 và chỉ sau vài ngày video đã đạt vị trí 14 lần. Video đem về cho Aguilera và Rolston một đề cử cho giải MTV Video Music Awards năm 2007 ở hạng mục Đạo diễn video xuất sắc nhất.
Video đưa người xem về thập niên 1940 khi thế giới đang sôi sục không khí của Chiến tranh thế giới thứ hai. Aguilera hóa thân thành ba cô văn công quân đội với ba màu tóc đỏ, vàng, đen nhảy nhót ca hát tưng bừng trước sự cổ vũ nhiệt tình của những anh quân nhân với phong cách của Andrews Sisters. Ở một cảnh khác, Aguilera xuất hiện trong trang phục áo cam và quần jean cá tính tiếp tục nhảy trong một quán bar như phong cách của Rosie the Riveter. Và ở những cảnh cuối cùng, Aguilera xuất hiện trong trang phục thủy thủ màu lam, bộ trang phục mà cô đã mặc khi xuất hiện trên trang bìa tạp chí âm nhạc Rolling Stone. Video khép lại khi Aguilera được các anh quân nhân bế trong khung cảnh vui nhộn đầy hoa giấy bay sau khi cô đã phiêu cực đỉnh một đoạn phần cuối bài hát.

## Xếp hạng và chứng nhận

### Xếp hạng
| Bảng xếp hạng (2007)                | Vị trí cao nhất |
| ----------------------------------- | --------------- |
| Úc (ARIA)                           | 2               |
| Áo (Ö3 Austria Top 40)              | 14              |
| Bỉ (Ultratop 50 Flanders)           | 11              |
| Bỉ (Ultratop 50 Wallonia)           | 13              |
| Canada (Canadian Hot 100)           | 9               |
| Cộng hòa Séc (Rádio Top 100)        | 80              |
| Đan Mạch (Tracklisten)              | 12              |
| Châu Âu Hot 100 Singles (Billboard) | 15              |
| Đức (GfK)                           | 12              |
| Hungary (Rádiós Top 40)             | 3               |
| Ireland (IRMA)                      | 12              |
| Ý (FIMI)                            | 4               |
| New Zealand (Recorded Music NZ)     | 2               |
| Hà Lan (Single Top 100)             | 12              |
| Slovakia (Rádio Top 100)            | 45              |
| Thụy Điển (Sverigetopplistan)       | 24              |
| Thụy Sĩ (Schweizer Hitparade)       | 11              |
| Anh Quốc (OCC)                      | 17              |
| Hoa Kỳ Billboard Hot 100            | 25              |
| Hoa Kỳ Pop Airplay (Billboard)      | 23              |
| Hoa Kỳ Dance Club Songs (Billboard) | 18              |

| Quốc gia                    | Chứng nhận                  | Lượng bán  |
| --------------------------- | --------------------------- | ---------- |
| Úc (ARIA)                   | Bạch kim                    | 70.000^    |
| Canada (Music Canada)       | Vàng                        | 40.000^    |
| Đan Mạch (IFPI Đan Mạch)    | Vàng                        | 7.500^     |
| New Zealand (RIANZ)         | Vàng                        | 7.500^     |
| Mỹ (RIAA)                   | Vàng                        | 1.000.000^ |
| Tổng số bán theo chứng nhận | Tổng số bán theo chứng nhận | 1.125.000  |